# L'Étoile du sud (film)
Pour l’article homonyme, voir L'Étoile du sud.
Pour plus de détails, voir Fiche technique et Distribution.
L'Étoile du sud (titre original : The Southern Star) est un film franco-britannique de Sidney Hayers et Orson Welles sorti en 1969, d'après le roman éponyme de Jules Verne.

## Synopsis
En 1910, Kramer gouverne ses mines de diamants d'Afrique occidentale comme un véritable potentat. Erika, sa fille, est la seule à ne pas s'incliner devant sa volonté. Elle rencontre Dan Rockland, un géologue doublé d'un aventurier. Ils se fiancent, contre le gré de Kramer, qui préférerait confier la main de sa fille à Karl, le chef de sa police privée. Ce dernier tente de se débarrasser de Rockland en provoquant un accident de train, en vain. Le soir des fiançailles d'Erika et de Dan, Kramer présente un gros diamant qui vient d'être découvert dans une de ses mines. Erika le baptise L'Étoile du sud. À un moment, les lumières s'éteignent. Lorsqu'elles se rallument, le diamant a disparu. Les soupçons se portent sur Matakit, un ami noir de Dan…

## Fiche technique
- Titre original : The Southern Star
- Réalisation : Sidney Hayers et Orson Welles (non crédité)
- Scénario : David Pursall et Jack Seddon d'après le roman de Jules Verne
- Directeur de la photographie : Raoul Coutard
- Montage : Tristam Cones
- Musique : Georges Garvarentz
- Costumes : Yvonne Caffin (non créditée)
- Production : Roger Duchet et Nathan Wachsberger
- Genre : Film d'aventure
- Pays de production :  France,  Royaume-Uni
- Durée : 104 minutes
- Date de sortie :
  - France : 14 février 1969 (Paris)
  - Royaume-Uni : Mai 1969 (Londres)
  - États-Unis : 28 mai 1969

## Distribution
- George Segal (VF : Claude Giraud) : Dan Rockland
- Ursula Andress : Erika Kramer
- Orson Welles (VF : Raoul Delfosse) : Plankett
- Ian Hendry (VF : Jacques Thébault) : Karl
- Johnny Sekka (VF : Tola Koukoui) : Matakit
- Michel Constantin(VF : Lui-même) : José
- Georges Géret (VF : Lui-même): André
- Sylvain Levignac : Louis
- Charles Lamb : Todd
- Guy Delorme : Michael
- Harry Andrews (VF : Yves Brainville) : Kramer
- Sylvain Lévignac : Lorin